# Re 420
Re 420 (wg starych oznaczeń Re 4/4II) – najpopularniejsza w Szwajcarii seria lokomotyw elektrycznych eksploatowanych przez SBB. Są używane w ruchu pasażerskim i towarowym. Były produkowane przez 21 lat, od 1967 roku w liczbie 277 sztuk.

## Konstrukcja
Re 4/4II to czteroosiowa lokomotywa elektryczna, posiadająca dwa wózki, a w każdym znajdują się dwie osie. Cztery silniki trakcyjne są zasilane prądem zmiennym. Posiada funkcję hamowania elektrodynamicznego. Część lokomotyw została poddana modernizacji, otrzymując pantografy połówkowe, klimatyzację oraz nowe malowanie.